# Holumnica
Holumnica (deutsch Hollomnitz, ungarisch Hollólomnic) ist eine Gemeinde im Norden der Slowakei mit 930 Einwohnern (31. Dezember 2024). Sie gehört zum Okres Kežmarok, einem Teil des Prešovský kraj und wird zur traditionellen Landschaft Zips gezählt.

## Geographie
Die Gemeinde befindet sich am Nordwesthang der Leutschauer Berge im Tal des Baches Holumnický potok, der unterhalb des Ortes in den Poprad mündet. Das Ortszentrum liegt auf einer Höhe von 593 m n.m. und ist vier Kilometer von Podolínec sowie 17 Kilometer von Kežmarok entfernt.
Nachbargemeinden sind Podolínec im Norden, Lomnička im Osten, Jakubany und Ihľany im Südosten, Jurské im Süden, Bušovce im Südwesten, Podhorany im Westen und Toporec im Nordwesten.

## Geschichte
Der Ort wurde zum ersten Mal 1293 als Nova Lompnicha schriftlich erwähnt; andere historische Namen sind Noglumnicha (1329), Magna Lomnitz (1361), Holemnicz (1773), Polomnitz (1786) und Holomnica (1808). Das Dorf war im Besitz der Geschlechter Berzeviczy, Újházy und Görgey. 1828 zählte man 119 Häuser und 866 Einwohner, die in Landwirtschaft, Leinenweberei und als Fuhrmänner beschäftigt waren.
Bis 1918 gehörte der im Komitat Zips liegende Ort zum Königreich Ungarn und kam danach zur Tschechoslowakei beziehungsweise heute Slowakei. Vor dem Ende des Zweiten Weltkriegs wurde die Mehrheit der deutschen Bevölkerung evakuiert.

## Bevölkerung
| Jahr                | 1994 | 2004     | 2014    | 2024    |
| ------------------- | ---- | -------- | ------- | ------- |
| Anzahl der Personen | 727  | 812      | 874     | 930     |
| Unterschied         |      | +11,69 % | +7,63 % | +6,40 % |

| Jahr                | 2023 | 2024    |
| ------------------- | ---- | ------- |
| Anzahl der Personen | 935  | 930     |
| Unterschied         |      | −0,53 % |

Gemäß der Volkszählung 2011 wohnten in Holumnica 872 Einwohner, davon 622 Slowaken, 165 Roma und sechs Deutsche. 79 Einwohner machten keine Angabe. 701 Einwohner gehörten zur römisch-katholischen Kirche, zehn Einwohner zur griechisch-katholischen Kirche, drei Einwohner zur evangelistischen Kirche, 61 Einwohner zur evangelischen Kirche A. B., 12 Einwohner zu den Siebenten-Tags-Adventisten, sechs Einwohner zur griechisch-katholischen Kirche und ein Einwohner zur evangelisch-methodistischen Kirche. Vier Einwohner waren konfessionslos und bei 87 Einwohnern wurde die Konfession nicht ermittelt.
Ergebnisse nach der Volkszählung 2001 (777 Einwohner):
| Nach Ethnie: - 82,50 % Slowaken - 14,93 % Roma - 1,23 % Deutsche - 0,13 % Magyaren - 0,13 % Ukrainer | Nach Konfession: - 85,97 % römisch-katholisch - 8,49 % evangelisch - 1,03 % keine Angabe - 0,64 % griechisch-katholisch - 0,64 % konfessionslos |

## Bauwerke
- römisch-katholische Katharinakirche, ursprünglich gotisch, im 19. Jahrhundert umgebaut
- evangelische Kirche im barock-klassizistischen Stil aus dem Jahr 1797
- Landschloss im Spätrenaissance-Stil aus dem 17. Jahrhundert, heute in schlechtem Zustand
- Überreste der spätmittelalterlichen Burg Holumnica